# Zosima suffruticosa
Zosima suffruticosa är en flockblommig växtart som beskrevs av Josef Franz Freyn och Joseph Friedrich Nicolaus Bornmüller. Zosima suffruticosa ingår i släktet Zosima och familjen flockblommiga växter. Inga underarter finns listade i Catalogue of Life.